# Paradrapetes
Paradrapetes là một chi bọ cánh cứng trong họ 
Elateridae.
Chi này được miêu tả khoa học năm 1895 bởi Fleutiaux.

## Các loài
Các loài trong chi này gồm:
- Paradrapetes angustus (Fleutiaux, 1895)
- Paradrapetes serratus Aranda, 1999
- Paradrapetes villosus Fleutiaux, 1895